# دوره دوم
دوره دوم زمانی از رشته افسانه‌های جان رونالد روئل تالکین است. تالکین قصد داشت تاریخ سرزمین میانی به عنوان یک منادی، نسبت به تاریخ زمینِ واقعی، تخیلی فرض شود.
دوره دوم بعد از تبعید مورگوت به مکانی پوچ و تهی شروع شد که توسط پادشاهان غرب صورت گرفت. تبعید کردن مورگوت توسط انو پیشرو مانو انجام شد.
دوره دوم به مدت ۳۴۴۱ سال طول کشید و پایان آن با سقوط سائرون بود وقتی که او توسط آخرین اتحاد الف‌ها و انسان ها نابود شد و به دنبال آن سقوط پادشاهی نومه نور اتفاق افتاد صورت گرفت.
این دوران توسط به روی کار آمدن پادشاهی نومه نور و برخاستن سائرون در سرزمین میانی
و جنگ‌های اوایل حلقه بین سائرون و الف‌ها بود شناخته شد.